# Уварова, Людмила Захаровна
Людми́ла Заха́ровна Ува́рова (21 ноября 1918 года, Москва — 24 августа 1990 года, там же) — советская писательница и сценарист.

## Биография
Родилась 21 ноября 1918 года. В 1950 году окончила МГПИИЯ.

### Личная жизнь
Жила и работала в Москве. Была замужем; супруг: Анатолий Михайлович Медников, писатель (1918—2004).
Урна с прахом захоронена на 1 участке Донского кладбища.

### Творчество
Писала на так называемые «современные темы». Автор более 25 книг, в их числе сборники повестей и рассказов:
- 1951 — Чувство будущего
- 1951 — Школьный учитель. Очерки
- 1962 — Старшая сестра
- 1963 — Ночной разговор
- 1964 — Нескучный сад
- 1964 — Сын капитана Алексича
- 1966 — Сиреневый бульвар: Повести и рассказы
- 1967 — Лето в разгаре: Повесть и рассказы
- 1968 — Мой сосед Мишка
- 1970 — Где живёт голубой лебедь?
- 1970 — Теперь или никогда!
- 1971 — Мытная улица
- 1973 — Семья Максима
- 1974 — Поездка к морю
- 1976 — Близкие родственники
- 1978 — Рассказы
- 1978 — Забот полон рот
- 1979 — Как у меня появилась собака
- 1979 — В каждую субботу, вечером: Повесть и рассказы
- 1980 — Последний пассажир
- 1981 — «Соседи
- 1981 — Облачко, с прояснениями[3],
- 1981 — На днях или раньше
- 1982 — Сумерки после полудня: повесть
- 1982 — Трое в лодке: повесть
- 1982 — Факт биографии: повесть,
- 1982 — Редакционное задание: повесть
  - Рассказы: 
    1. Любимец судьбы
    2. Я ехала домой...
    3. Фотография на стене
    4. Мастер эпизода
    5. Музыка тридцатых годов
- 1983 — Дома стены помогают
- 1983 — Речной жемчуг
- 1985 — Руку подай
- 1987 — Концерт по заявкам
- 1987 — От мира сего: Роман, повести, рассказы
- 1988 — Дом в переулке
- 1989 — Лики времени
- 1989 — Зелёный огонёк»,
- 1989 — Давней юности друзья...
- 1990 — Одинокий с собакой снимет комнату
- и другие произведения.

#### Сценарист
| Год  |     | Название | Примечание |
| ---- | --- | -------- | ---------- |
| 1961 | кор | «В пути» | Сценарист  |

### Интересные факты
- Широкой известности Людмилы Захаровны поспособствовала пародия Александра Иванова «Красная Пашечка»[4].
- Книги Людмилы Захаровны издавались тиражами до 100 тысяч экземпляров[5][6][7].